# Nicolò Casale
Nicolò Casale (Negrar, 14 de febrero de 1998) es un futbolista italiano. Juega de defensa y su equipo es el Bologna F. C. 1909 de la Serie A.

## Trayectoria
Casale comenzó su carrera en las inferiores del Hellas Verona y fue promovido al primer equipo en la temporada 2017-18. Debutó profesionalmente durante su préstamo al Perugia de la Serie B el 16 de septiembre de 2017 contra el Parma.
El 8 de julio de 2022, el defensor fichó por la Lazio.

## Selección nacional
Jugó dos encuentros por la selección sub-21 de Italia en 2020.

## Estadísticas
Actualizado al último partido disputado el 28 de septiembre de 2023.
| Club                                 | Div.          | Temporada     | Liga  | Liga  | Copas nacionales(1) | Copas nacionales(1) | Copas internacionales(2) | Copas internacionales(2) | Total | Total |
| Club                                 | Div.          | Temporada     | Part. | Goles | Part.               | Goles               | Part.                    | Goles                    | Part. | Goles |
| ------------------------------------ | ------------- | ------------- | ----- | ----- | ------------------- | ------------------- | ------------------------ | ------------------------ | ----- | ----- |
| A. C. Perugia Calcio · Italia        | 2.ª           | 2017-18       | 1     | 0     | 1                   | 0                   | -                        | -                        | 2     | 0     |
| A. C. Perugia Calcio · Italia        | Total club    | Total club    | 1     | 0     | 1                   | 0                   | 0                        | 0                        | 2     | 0     |
| A. C. Prato · Italia                 | 3.ª           | 2017-18       | 15    | 0     | 0                   | 0                   | -                        | -                        | 15    | 0     |
| A. C. Prato · Italia                 | Total club    | Total club    | 15    | 0     | 0                   | 0                   | 0                        | 0                        | 15    | 0     |
| F. C. Südtirol · Italia              | 3.ª           | 2018-19       | 34    | 0     | 4                   | 0                   | -                        | -                        | 38    | 0     |
| F. C. Südtirol · Italia              | Total club    | Total club    | 34    | 0     | 4                   | 0                   | 0                        | 0                        | 38    | 0     |
| Venezia F. C. · Italia               | 2.ª           | 2019-20       | 20    | 0     | 0                   | 0                   | -                        | -                        | 20    | 0     |
| Venezia F. C. · Italia               | Total club    | Total club    | 20    | 0     | 0                   | 0                   | 0                        | 0                        | 20    | 0     |
| Empoli F. C. · Italia                | 2.ª           | 2020-21       | 24    | 1     | 2                   | 0                   | -                        | -                        | 26    | 1     |
| Empoli F. C. · Italia                | Total club    | Total club    | 24    | 1     | 2                   | 0                   | 0                        | 0                        | 26    | 1     |
| Hellas Verona · Italia               | 1.ª           | 2021-22       | 36    | 0     | 1                   | 0                   | -                        | -                        | 37    | 0     |
| Hellas Verona · Italia               | Total club    | Total club    | 36    | 0     | 1                   | 0                   | 0                        | 0                        | 37    | 0     |
| S. S. Lazio · Italia                 | 1.ª           | 2022-23       | 29    | 1     | 1                   | 0                   | 6                        | 0                        | 36    | 1     |
| S. S. Lazio · Italia                 | 1.ª           | 2023-24       | 4     | 0     | 0                   | 0                   | 0                        | 0                        | 4     | 0     |
| S. S. Lazio · Italia                 | Total club    | Total club    | 33    | 1     | 1                   | 0                   | 6                        | 0                        | 40    | 1     |
| Total carrera                        | Total carrera | Total carrera | 163   | 2     | 9                   | 0                   | 6                        | 0                        | 178   | 2     |
| (1) Incluye datos de la Copa Italia. |               |               |       |       |                     |                     |                          |                          |       |       |

## Palmarés

### Títulos nacionales
| Título      | Club               | País   | Año     |
| ----------- | ------------------ | ------ | ------- |
| Serie B     | Empoli F. C.       | Italia | 2020-21 |
| Copa Italia | Bologna F. C. 1909 | Italia | 2024-25 |